# Endasys microcellus
Endasys microcellus är en stekelart som beskrevs av Sawoniewicz och Luhman 1992. Endasys microcellus ingår i släktet Endasys och familjen brokparasitsteklar. Inga underarter finns listade i Catalogue of Life.